# Grinzens
Grinzens je obec v Rakousku ve spolkové zemi Tyrolsko v okrese Innsbruck-venkov. Žije zde přibližně 1 400 obyvatel.

## Poloha
Grinzes se nachází jihozápadně od Innsbrucku na terase Západního středohoří, při vstupu do údolí Sellrainu (Sellraintal). Území obce je ohraničeno řekami Melach a Sendersbach. Podlouhlá osada se táhne především podél silnice, která vede od Sellrainu (Neder s Gertreinem a Brandöggem) k západnímu konci Axamsu (Moarhof a Bachl) a v oblasti obce se rozvětvuje na stranu souběžnou s Nederem. Nad Angerem se mluví o Obergrinzens, dole u vesnického kostela o Untergrinzens.
Kromě těchto ulic se obec vyznačuje obecní budovou (se základní školou, mateřskou školou, jeslemi a pavilonem, výrazně rozšířenou v roce 2013), kostelem a víceúčelovou budovou v centru obce. Celé údolí Senders (Senderstal) až po Kalkkögel (horské pásmo Stubaiských Alp) patří rovněž do oblasti obce. 
Obec má rozlohu 28,71 km². Z toho 6,5 % tvoří zemědělská půda, 0,8 % zahrady, 34 % vysokohorské pastviny a 36,8 % lesy.
Přibližně desetina území obce je vhodná pro celoroční osídlení, takže efektivní hustota zalidnění činí přibližně 490 obyvatel na km² plochy trvalého osídlení.

### Části obce
- Grinzens (s Untergrinzens a Obergrinzens)
- Bachl
- Seite (vesnice)
- Gertrein (Rotte)
- Neder (vesnice)
- Kirchgasse (vesnice)
- Brandögg (rozptýlená vesnice)
- Zwergerhaus (rozptýlená vesnice)

### Sousední obce
Obec sousedí s obcemi:
- Axams
- Kematen in Tirol
- Neustift im Stubaital
- Oberperfuss
- Sellrain
- Telfes im Stubai
- Unterperfuss

## Historie
První písemná zmínka o obci pochází z roku 1288, kde v urbáři hraběte Menharda II. je uvedena jako Gratzinnes a Grinzeins. Název obce je zastaralý a jeho význam není jasný. Původní název byl pravděpodobně Grinza nebo Grazinna. V každém případě patří do stejné jazykové skupiny jako Fritzens, Götzens atd., které sahají až k předřímské koncovce -inna. V záznamech kláštera Frauenchiemsee kolem roku 1400 je v Grinzens uvedeno devět statků. V této době bylo také trvale osídleno údolí Sender (Sendertal), které vede na jih a ještě v roce 1352 – popisované jako "okoun v Senders (perch in Senders) – spadalo pod jurisdikci kláštera Wilten (Innsbruck). V 16. století se tyto Schwaighofe staly alpskými pastvinami (alm). Do roku 1811 byl Grinzens součástí sousední obce Axams, než byl po tyrolských povstáních v roce 1809 bavorskou okupací povýšen na politicky samostatnou obec. Samostatnou farností se Grinzens stal až v roce 1956.
Kdysi zemědělská obec se nyní stala obytnou oblastí. Nejsilnější přírůstek obyvatel Grinzenu byl zaznamenán v šedesátých a sedmdesátých letech 20. století. Poté se růst počtu obyvatel viditelně vyrovnal; od roku 2002 zůstával počet obyvatel po dobu deseti let prakticky konstantní na úrovni necelých 1 300 obyvatel a teprve nedávno se zvýšil na více než 1 400 obyvatel. Devět z deseti zaměstnaných lidí dojíždí do zaměstnání – s 89,6 % má Grinzens nejvyšší podíl dojíždějících v celém Tyrolsku. Grinzens se potýká s typickými problémy infrastruktury okolních obcí ve spádové oblasti (Speckgürtel) Innsbrucku. V roce 2003 byl například uzavřen poslední ze tří původních místních obchodů s potravinami a jedna restaurace přežila vlnu zavírání místních hostinců. 
Kvůli chybějící komerční infrastruktuře patří Grinzens k finančně nejslabším obcím v Tyrolsku.

## Znak
Znak obce Grinzens symbolizuje listí a odkazuje na místní název Gezweig (větev), který pochází z předřímských dob.